# Negatieve stabiliteit bij schepen
Negatieve stabiliteit bij schepen ontstaat wanneer de afstand tussen het zwaartepunt en het metacentrum negatief is. Dit wil zeggen dat het zwaartepunt boven het metacentrum ligt op het langscheepse symmetrievlak. Het zwaartepunt van het schip is het aangrijpingspunt van de resultante van alle zwaartekrachten die op het schip werken. 
Het metacentrum heeft 2 definities. Bij een helling kleiner dan 7° is het metacentrum het snijpunt van de werklijn van de opwaartse of archimedeskracht met het langsscheeps symmetrievlak (vlak van kiel en stevens). Bij een helling van of groter dan 7° is het metacentrum het snijpunt van 2 opeenvolgende werklijnen van de opwaartse kracht bij een kleine hellingsverandering. Voor meer informatie over het metacentrum zie scheepsstabiliteit.
Wanneer het schip stabiel is, zorgen de zwaartekracht en de archimedeskracht voor een oprichtend koppel. Dit wil zeggen dat als een schip een helling krijgt door een uitwendige kracht, het door dit oprichtend koppel automatisch zal terugkeren naar zijn oorspronkelijke toestand. 
Wanneer het schip een negatieve stabiliteit heeft, zal de zwaartekracht en de archimedeskracht een kenterend koppel vormen; het schip zal steeds meer helling krijgen.

## Angle of loll
Doordat het schip een helling krijgt, zal de vorm van de carène (het gedeelte van het schip dat zich onder de waterlijn bevindt) veranderen. Hierdoor zal het drukkingspunt (aangrijpingspunt van de resultante van alle archimedeskrachten op het schip) zich verplaatsen. Het metacentrum stijgt in het langsscheepse symmetrievlak. 
Uiteindelijk zal de zwaartekracht en de archimedeskracht een gemeenschappelijke werklijn krijgen. Het zwaartepunt en het metacentrum zullen zich in hetzelfde punt bevinden en het kantelend moment is verdwenen. De hellingshoek waarbij dit verschijnsel zich voordoet, noemt men de angle of loll. 
De angle of loll kunnen we dus definiëren als de hoek waarbij een schip met negatieve stabiliteit in evenwicht zal liggen in stil water.